# Giáo dục cao đẳng

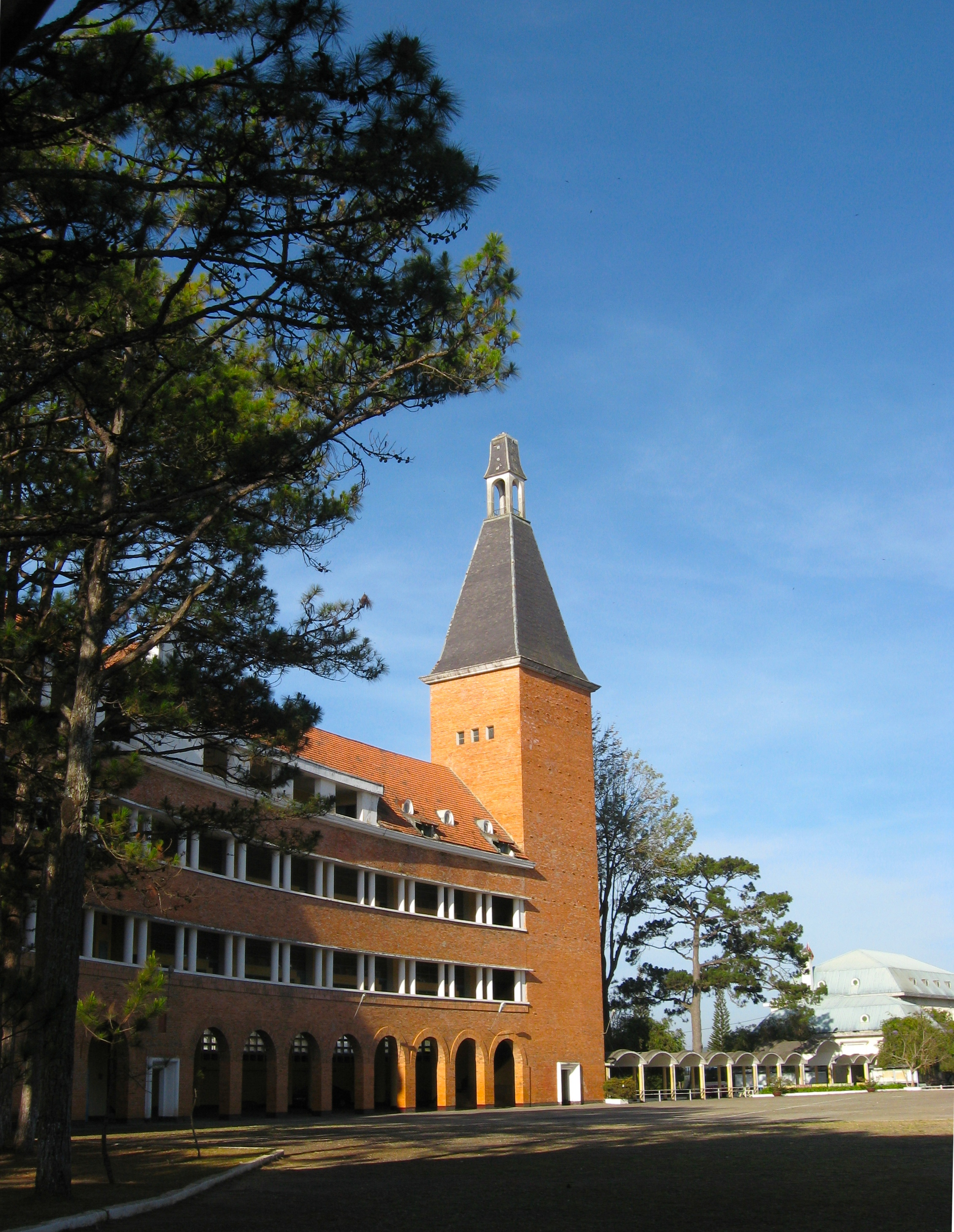
Một góc khuôn viên Trường Cao đẳng Sư phạm Đà Lạt, xưa là Grand Lycée Yersin, ở Đà Lạt.

Giáo dục cao đẳng, bậc cao đẳng, hệ cao đẳng, hay cao đẳng là một hệ đào tạo trong giáo dục đại học của nhiều nước trên thế giới; phân biệt với "bậc đại học" và "bậc sau đại học" vốn cũng thuộc giáo dục đại học. Giáo dục cao đẳng thường diễn ra trong các trường cao đẳng; tuy vậy, các đại học và trường đại học cũng thường có cả hệ cao đẳng. Viện Từ điển học và Bách khoa Toàn thư Việt Nam định nghĩa "cao đẳng" là:
"cấp học thuộc giáo dục đại học, tuyển chọn những người có bằng trung học phổ thông hoặc tương đương, đào tạo trong thời gian ba năm. Người tốt nghiệp cao đẳng có khả năng hoạt động thực hành nghề nghiệp trong các quy trình công nghệ không quá phức tạp, với trình độ giới hạn về lý thuyết."

Trình độ cao đẳng chỉ phù hợp với những công việc không đòi hỏi chuyên môn quá cao, những người theo học cao đẳng có thể vì một số lý do nhất định.